# Manuel Galich
Manuel Francisco Galich López (Ciudad de Guatemala, 30 de noviembre de 1913 - La Habana, 31 de agosto de 1984) fue un reconocido escritor, dramaturgo y político guatemalteco. Participó en la Revolución de octubre de 1944 que terminó con el gobierno del general Federico Ponce Vaides y luego ocupó puestos en el gobierno de Guatemala desde 1944 hasta 1954, entre ellos Ministro de Educación y embajador de Guatemala en varios países de América del Sur.
En 1963 se exilió en Cuba, donde trabajó y vivió hasta su muerte.

## Biografía
Los padres de Manuel Galich fueron María Isabel López Santa Cruz y Luis Dionisio Galich Urquía. Tuvo tres hermanos en 1928, gracias a una beca que le fue concedida en la Escuela Normal para Varones, comenzó sus estudios secundarios, pero debido a una huelga en la Escuela Normal fue trasladado al Instituto Nacional Central para Varones, establecimiento donde obtuvo en 1932 el título de Maestro de Educación Primaria y el grado de Bachiller en Ciencias y Letras. Sus dotes artísticos fueron confirmados en este año; escribió y dirigió su primera puesta en escena titulada Los conspiradores, iniciando así su desarrollo como dramaturgo. Un año más tarde impartió cátedras de Pedagogía, Literatura, Gramática e Historia en la Escuela Normal Central para Varones y en el Instituto Normal Central para Señoritas Belén.
En 1933 ingresó a la Universidad Nacional, en la que se graduó de abogado y en donde dos años más tarde fue designado por el Colegio de Abogados como Vocal II, ante la Junta Directiva de la Facultad de Ciencias Jurídicas y Sociales.
Simultáneamente a su actividad docente, escribió piezas teatrales que fueron montadas por sus estudiantes; así pues, desde muy joven estuvo involucrado al teatro. Empezó como actor desde los once años y como un integrante de radioteatro en la radio oficial TGW, y se volvió un autor con valiosas obras teatrales. Fue uno de los jóvenes más representativos que luchó contra las dictaduras de Jorge Ubico Castañeda y de Federico Ponce Vaides, y un revolucionario surgido a partir de la Revolución del 20 de octubre de 1944. En su libro Del pánico al ataque relata sobre las luchas de su generación en contra del dictador.

## Vida política

### Participación en la caída de Jorge Ubico
El 22 de junio de 1944, luego de más de un mes de protestas en contra del gobierno del general Jorge Ubico, un documento firmado por 311 individuos, entre quienes estaba Manuel Galich, fue enviado al presidente tras la supresión de las garantías constitucionales que éste ordenó tras las protestas. Se reproduce a continuación por su importancia histórica:
| Señor Presidente de la República: Los suscritos ciudadanos guatemaltecos, en ejercicio del derecho garantizado por el artículo 22 de la Constitución de la República, nos dirigimos a usted con las protestas de nuestro mayor respeto y exponemos: El día de hoy promulgó su gobierno el Decreto No 3114 que restringe las garantías constitucionales. La parte considerativa de esta disposición consiga que elementos disociadores de tendencias nazi-facistas perturban gravemente la paz de la República procurando obstaculizar al gobierno el mantenimiento del orden. Es por todos conocida la génesis de ese Decreto, y la propia Secretaría Presidencial, en un boletín dado a publicidad en la prensa, la funda en la acción de problemas de orden interno de la Universidad. La opinión pública espontáneamente se ha solidarizado con las aspiraciones de los estudiantes en esta hora trágica en que la flor de la juventud de los países libres ofrendan sus vidas en defensa de los altos ideales de la humanidad y de la democracia, a cuya causa está afiliada nuestra patria.Es por ello doloroso ver que el Primer Magistrado de la Nación, sin duda basado en informaciones inexactas, tendenciosas e interesadas, haya lanzado a la juventud el grave cargo de nazi-fascismo. La juventud, señor Presidente, jamás vibra al impulso de mezquinas tendencias y por el contrario, interpreta y encarna los ideales más limpios y las más nobles aspiraciones. La de Guatemala no es en este caso una excepción. Convencidos de la pureza de los ideales de la juventud universitaria guatemalteca, nos sentimos obligados, como ciudadanos conscientes a solidarizarnos plenamente con sus legitimas aspiraciones. Es así como movidos tan sólo por nuestro fervoroso patriotismo venimos a rogar la ilustrada atención de usted acerca de los apremios de la hora actual y del imperativo del deber, sentido por todos, de que el gobierno se encauce hacia metas prometedoras que aseguren el derecho y satisfagan las legítimas aspiraciones de la familia guatemalteca. El decreto de suspensión de garantías ha venido a crear una situación de intranquilidad y zozobra que agudiza la angustia de la hora en que vive la humanidad, en vez de asegurar la paz y el orden que pareció inspirarlo. La restricción de garantías crea una situación de hecho, en la cual el pueblo carece de medios legales para manifestar sus justos anhelos y es susceptible de provocar consecuencias funestas que, como guatemaltecos conscientes, seríamos los primeros en deplorar. Ante un régimen de derecho, la ciudadanía actúa dentro de la legalidad. Una situación de hecho engendra tarde o temprano, un reacción de violencia. Con toda hidalguía reconocemos que la actual administración presidida por usted, ha hecho, en lo material, obra constructiva. Empero, su labor, como todo lo humano, no ha llegado a satisfacer muchas aspiraciones populares por falte de medios de libre expresión. Alrededor de los gobernantes actúan y medran fuerzas burocráticas e intereses creados que se fortalecen con el transcurso de los años, y que llevan al mandatario visiones falseadas de la realidad ambiente. Por esta razón debe desconfiarse siempre de las “adhesiones” que, nacidas del temor o del interés, llegan hasta el gobernante a través del mecanismo oficial, las cuales jamás presentan el auténtico “sentimiento popular”. Seguramente corresponderá a usted, aquilatar muy pronto el valor de tales “adhesiones” a diferencia de la genuina sinceridad que nos anima. Guatemala no puede substraerse a los imperativos democráticos de la época. Es imposible frustrar con medidas coercitivas los incontenibles impulsos de la generosa ideología que está reafirmándose en la conciencia universal a través de la más sangrienta de las luchas libradas entre la opresión y la libertad. Estamos seguros, Señor Presidente, que su espíritu comprensivo acogerá la presente gestión con el mismo interés patriótico que nos mueve a dirigírsela, confiados en el, pedimos lo siguiente: 1o. El restablecimiento de las garantías suspendidas, para que el pueblo pueda gozar, sin demora, de la plenitud de sus derechos constitucionales; y 2o. Dictar las disposiciones pertinentes a fin de que tales garantías tengan plena efectividad. Guatemala, 22 de junio de 1944. |

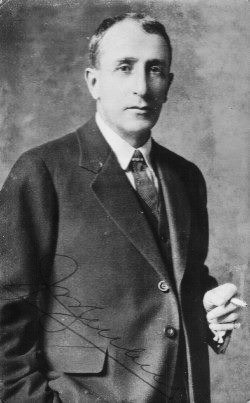
General Jorge Ubico Castañeda, presidente de Guatemala entre 1931 y 1944.

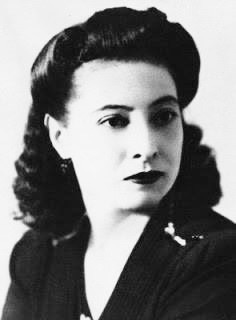
Profesora María Chinchilla Recinos en 1940. Su muerte violenta durante la manifestación luctuosa del 25 de junio de 1944 precipitó los acontecimientos que resultaron en la renuncia del presidente Ubico Castañeda el 1.° de julio de 1944.

Este memorial fue redactado en casa del doctor el Dr. Julio Bianchi y además de Galich, entre los firmantes estaban:
- José Azmitia
- César Brañas
- Eduardo Cáceres Lehnhoff
- Flavio Herrera
- Julio César Méndez Montenegro
- Dr. Carlos Federico Mora
- David Vela[4]

Ubico no respondió favorablemente a este memorando, atacando a las manifestaciones que se realizaron el 25 de junio de ese año y que se saldaron con el fallecimiento de varias personas, entre ellas la maestra María Chinchilla Recinos. La muerte de Chinchilla aceleró los acontecimientos, dado la fuerte presencia del magisterio en los movimientos en contra de Ubico, y resultó en la renuncia del presidente el 1.° de julio de 1944.

### Gobiernos revolucionarios
En los años de 1944-1954 ocupó diversos cargos entre ellos Presidente del Congreso de la República de Guatemala, Ministro de Educación, Ministro de Relaciones Exteriores, Embajador de Guatemala en Uruguay y en Argentina durante el gobierno de Árbenz. Durante su gestión de Ministro de Educación Pública, la cual duró 17 meses, promovió la creación del Departamento de Alfabetización, el Departamento Educación Estética y el de Educación Física Escolar, así como la formación de unidades educativas ambulantes.
En 1953 fue enviado por el presidente Jacobo Árbenz a fundar la embajada de Guatemala en Montevideo y en 1954 fue nombrado embajador de Guatemala en Buenos Aires, Argentina. Cuando se encontraba en este país, el 27 de junio de 1954 el presidente Jacobo Árbenz fue derrocado, por lo que solicitó asilo político y se quedó durante ocho años.

## En Cuba
En 1963 se trasladó a La Habana, Cuba, donde fue nombrado como director de la Casa de las Américas. Desempeñó cargos como profesor de historia de América Latina en la Universidad de La Habana; en la Casa de las Américas, Galich fundó el Departamento de Teatro Latinoamericano y la revista Conjunto, a los que consagró innumerables esfuerzos, junto a su trabajo de historiador, ensayista, profesor universitario, periodista y colaborador de importantes publicaciones.
Creó una sólida red entre los creadores y pensadores de la escena de América, que ha crecido a lo largo de los años, y entregó a las páginas de Conjunto valiosas reflexiones sobre el teatro de las culturas originarias americanas, de lo cual es fiel exponente su texto.

## Muerte
Murió en La Habana, Cuba el 31 de agosto de 1984, donde aún reposan sus restos.

## Obras
Entre sus obras políticas destacan:
- Del pánico al ataque (libro en que reseña la lucha cívica contra los generales Jorge Ubico y Federico Ponce Vaides)
- Por qué lucha Guatemala: Arévalo y Árbenz, dos hombres contra un imperio (1952)
- Mapa hablado de la América Latina en el año de la Moncada (1973)
- La Revolución de Octubre: diez años de lucha por la democracia en Guatemala (1994)[6]
- Nuestros primeros padres (1979)

Lista principal de su obra teatral:
- Los conspiradores (1930)
- Los necios (1934)
- El señor Gucub Caquix (1939)
- El canciller Cadejo (1940)
- De lo vivo a lo pintado (1943)
- La historia a escena (1949)
- El tren amarillo[Nota 6] (1950)
- El pescado ingesto (1953)
- El papa natas (1953)
- La mugre (1953)
- M'hijo, el Bachiller (1953)[Nota 7]
- La trata (1956)
- Pacual Abaj (1966)
- Mr. John Tenor y yo (1975)

## Homenajes

### Semana académica cubano-guatemalteca «Manuel Galich»
Del 4 al 8 de mayo de 2015 la Escuela de Ciencia Política de la Universidad de San Carlos de Guatemala (ECP) da a conocer en Guatemala a Manuel Galich en su faceta de científico social, e igualmente lo homenajea como dramaturgo, como político e ideólogo de la Revolución de 1944 y como uno de los latinoamericanistas más significativos del continente mediante la Primera semana académica cubano-guatemalteca «Manuel Galich».
La ECP invita a intelectuales cubanos que conocieron, fueron alumnos o son estudiosos de Galich, para llevar a cabo un programa extraordinario de actividades académicas. El lunes 4 de mayo en el Museo de la Universidad de San Carlos, Lilliam de la Fuente -alumna de Galich- habla sobre la trayectoria intelectual y política de su maestro y presenta su Bibliografía.
El martes 5 de mayo en el Teatro de Cámara «Hugo Carrillo», la directora del Departamento de Teatro de la Casa de las Américas, Vivian Martínez Tabares ofrece la conferencia «Manuel Galich, dramaturgo y teatrero integral» y se pone en escena la obra de Galich, Puedelotodo vencido o el Gran Gukup-Cakik, por el grupo teatral de la ECP, dirigido por Flora Méndez.
El jueves 7 de mayo, en el aula magna del Campus Central de la Universidad de San Carlos se realiza un conversatorio sobre la personalidad de Galich, con algunos de sus amigos e hijos y finaliza el viernes 8 de mayo en la Escuela de Ciencia Política, en donde Alberto Prieto, alumno del homenajeado y presidente de la cátedra «Manuel Galich» de la Universidad de La Habana, inaugura la cátedra guatemalteca del mismo nombre, misma que irá ligada al Centro de Estudios Latinoamericanos «Manuel Galich», de la ECP. También, el Colegio de Abogados y Notarios de Guatemala rinde un homenaje a Galich. gran escritor